# IUPAC-nomenklatur
IUPAC-nomenklatur er et system udarbejdet af IUPAC til navngivning af kemiske forbindelser. Navngivningsreglerne findes i 4 publikationer:
- Den røde bog – uorganisk kemi
- Den blå bog – organisk kemi
- Den grønne bog – symboler for fysiske størrelser (i samarbejde med IUPAP)
- Den gyldne bog – tekniske termer

IUPAC udarbejder internationale navngivningsregler på engelsk og ud fra disse er det op til de nationale kemi- og videnskabsakademier at udarbejde regler som er tilpasset det respektive lands sprog. I Danmark varetages denne funktion af Kemisk Forening.
IUPAC-nomenklaturen er udformet på en sådan måde at ikke to kemiske stoffer kan få samme navn. Dog kan et stof godt have flere korrekte navne.